# Insurgência na Chechênia de 1940-1944
A insurgência na Chechênia/Chechénia entre 1940 e 1944 foi uma revolta contra as autoridades soviéticas nas montanhas do Cáucaso da Chechénia. Iniciada em 1940,   sob o comando de Hasan Israilov, atinge o seu ponto alto durante o verão de 1942, na Batalha do Cáucaso, com a invasão alemã do Norte do Cáucaso, terminando no início de 1944 com a deportação de chechenos e inguches pelo governo soviético.  
A resistência dos chechenos nas montanhas do Cáucaso termina oficialmente no outono 1947, mas o último rebelde é morto apenas em 1976. Durante a revolta, os rebeldes não tinham controle sobre as planícies da Chechénia e da sua capital Grozny.

## A insurgência

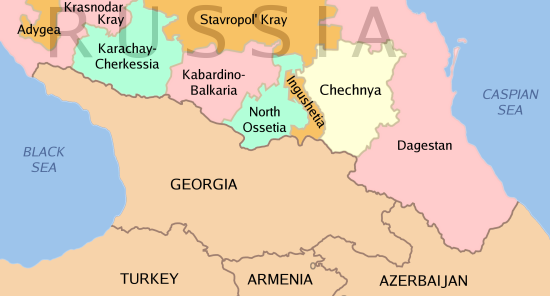
Mapa da Chechênia e do Cáucaso

A primeira fase da insurreição chechena foi inspirada pelo sucesso da Guerra de Inverno da Finlândia. Em Fevereiro de 1940, o exército da insurgência chechena de Israilov tomaram Galanchozh, Sayasan, Chaberloi e parte do Distrito de Shatoysky. O governo insurgente foi estabelecido em Galanchozh.  
Mairbek Sheripov declarou a guerra a União Soviética em 22 de Junho de 1941.  Em Fevereiro de 1942, seu grupo iniciou uma revolta em Shatoi, Khimokhk e ameaçou ocupar Itum-Kale. As unidades armadas de Israilov esperaram impacientemente a chegada do Wehrmacht alemão. No vizinho Daguestão, rebeldes locais ocuparam e libertaram as instalações soviéticas de Novolakskaya e Dylym. 
Em algumas áreas até 80% dos homens estavam envolvidos na insurreição. É sabido que a União Soviética utilizou bombas contra os rebeldes, causando prejuízos principalmente para a população civil. 
Com a Operação Schamil, ou Nordkaukasische Sonderkommando Schamil de Abwehr desembarcou em vários pontos na Chechénia, mediante a coordenação das ações de sabotagem pelas forças rebeldes chechenas. Em 25 de Setembro de 1943, paraquedistas alemãos aterrissaram em Dachu-Borzoi e Duba-Yurt e a tomaram a refinaria de petróleo de Grozny, para evitar a sua destruição pelo Exército Vermelho, à espera da chegada do grosso do 1ª Exército alemão Panzer na Batalha. Em seguida, entre 25 e 27 de setembro, os tanques do exército alemão foram derrotados e os saboteadores foram obrigados a recuar.
A revolta da população chechena e inguchétia e a chegada dos alemães, provocou a deserção de muitos soldados nas áreas que foram tomadas pelo Exército Vermelho. O número total de desertores pelos arquivos soviéticos serão avaliados em 62 750 pessoas.

## Deportação
Após a retirada alemã do Cáucaso quase 0,5 milhões de chechenos e inguchétios foram violentamente reinstalados no Cazaquistão em massa pelas autoridades soviéticas, resultando em um grande número de mortes entre os deportados. 
Durante esta operação os chechenos mostraram um pouco de resistência e crimes de guerra ocorreram, como em Fevereiro de 1944, quando o NKVD cometeu um verdadeiro genocídio contra os chechenos com o massacre de Khaibakh. No entanto, alguns grupos rebeldes permaneceram nas montanhas, continuaram a resistência. Grupos rebeldes também foram formados no Cazaquistão. 